# Argyrolepidia inconspicua
Argyrolepidia inconspicua là một loài bướm đêm trong họ Noctuidae.